# 循郡王府
循郡王府，是一座清代四合院，位于北京市东城区安定门街道国子监社区方家胡同13、15号，建于清代，为循郡王后代府邸。13号东院现为外交部宿舍大杂院，15号西院为方家胡同小学。已列为北京市文物保护单位。

## 历史
循郡王永璋（1735—1760年）为乾隆帝第三子，死后无子，至乾隆四十一年（1776年）始过继成亲王永瑆第二子绵懿（1771—1809年）为嗣子，袭爵贝勒，按贝勒府的级别修建此府邸。
1906年，循郡王府西侧成立京师公立第二十七小学堂（即今方家胡同小学，老舍1918年曾在该校担任校长），东侧的原国子监南学旧址则于1917年成为京师图书馆所在地（1994年方家胡同小学改建时曾出土“京师图书馆”石碑匾额）。
1930年夏，北平市立第五中学迁入循郡王府（当时门牌号为方家胡同6号）。1945年日本投降后，北平市立五中迁至东四北原日本国民学校旧址（即现北京五中校址），空出的校舍1946年由北平女二中使用，1963年女二中由此迁至东直门内北顺城街，1980年改为东直门中学。
1963年女二中迁出后，成立仅一年的国子监中学入驻循郡王府，1972年更名为北京市第一四三中学，2002年恢复原校名。循郡王府另一部分曾被东城区老干部活动中心占用，2011年被置换给方家胡同小学。巧合的是，曾在循郡王府办学的北京五中本校、国子监中学、方家胡同小学均为北京五中集团化办学后的成员校。

## 建筑
循郡王府坐北朝南，原建筑面积1210平方米。15号为西部正院，按贝勒府规格修建，现为方家胡同小学校舍，原有建筑格局尚存，正堂5间已拆除。

## 保护
1984年5月24日，公布为第三批北京市文物保护单位，名为“东城区方家胡同十三号、十五号四合院”，编号3-78。